# Christine van Santen
Christine van Santen (* 26. September 1931 in Bochum; † 10. April 1984 in Rostock) war eine deutsche Schauspielerin.

## Leben
Mit dem Geburtsnamen Christine Süßmaier wurde Christine van Santen als Tochter des Schauspielerehepaares Josef van Santen und Anny von Orelli geboren.
Nach der Schauspielschule in Magdeburg hatte sie ihr erstes Engagement am Landestheater Altenburg. In der Bühnensaison 1953/54 bewarb sie sich am Volkstheater Rostock, wurde dort engagiert und wurde sehr schnell die Freundin des Intendanten Hanns Anselm Perten. Am 19. Oktober 1954 heirateten die beiden. Im Theater übte sie die heimliche Macht aus. Nur in der Zeit von 1970 bis 1972, als ihr Mann an das Deutsche Theater in Berlin als Intendant berufen wurde und sie ebenfalls dort spielte, musste sie ihre besondere Rolle abgeben.
In der Spielzeit 1971/72 spielte sie am Deutschen Theater in einer Neuinszenierung von Leben und Tod König Richard III. unter der Regie von Manfred Wekwerth.
Nach der gemeinsamen Rückkehr nach Rostock wusste sie wieder um ihre Machtposition als Frau des Intendanten, und sie wusste auch, dass sie selbst längst zur eigenen Autorität geworden war.
Von 1959 bis 1961 und 1980/81 spielte sie bei den Rügenfestspielen in Ralswiek auf der Insel Rügen. Im Oktober 1973 gastierte sie im Rahmen der Berliner Festtage mit dem Ensemble des Volkstheaters Rostock als Suzette Gontard in dem Stück Hölderlin von Peter Weiss am Berliner Ensemble. Im Oktober 1974 folgte bei den Berliner Festtagen ein weiteres Gastspiel des Volkstheaters Rostock am Berliner Ensemble, mit dem Stück Der Traum der Vernunft von Antonio Vallejo.
Im Oktober 1975 gastierte sie im Rahmen der Berliner Festtage mit dem Ensemble des Volkstheaters Rostock in der Titelrolle des Stücks Lysistrate und die NATO von Rolf Hochhuth an der Volksbühne in Ost-Berlin. Im Oktober 1976 trat sie bei einem Gastspiel des Volkstheaters Rostock im Rahmen der Berliner Festtage als Martha in Wer hat Angst vor Virginia Woolf? am Berliner Ensemble auf. Im Oktober 1978 gastierte sie bei den Berliner Festtagen mit dem Ensemble des Volkstheaters Rostock in dem Stück Die Frist von Friedrich Dürrenmatt erneut am Berliner Ensemble.

## Filmografie
- 1965: Terra Incognita
- 1969: Du bist min (Sprecherin)[8]

## Theater
- 1956: William Shakespeare: Antonius und Cleopatra (Cleopatra) – Regie: Hanns Anselm Perten (Volkstheater Rostock)
- 1959: Kurt Barthel: Klaus Störtebeker (Königin Margaretha) – Regie: Hanns Anselm Perten (Rügenfestspiele Ralswiek)
- 1962: Rafael Solana: Das Konzert der Marionetten (Leona) – Regie: Hanns Anselm Perten (Volkstheater Rostock)
- 1962: Jerome Kilty: Geliebter Lügner (Stella Patrick Campell) – Regie: Hanns Anselm Perten (Volkstheater Rostock)
- 1965: Peter Weiss: Marat-Drama (Charlotte Corday) – Regie: Hanns Anselm Perten (Volkstheater Rostock)
- 1969: James Baldwin: Blues für Mister Charlie (Jo Britten) – Regie: Hanns Anselm Perten (Volkstheater Rostock)
- 1972: William Shakespeare: Richard III. (Königin Elisabeth) – Regie: Manfred Wekwerth (Deutsches Theater Berlin)
- 1973: Antonio Buero Vallejo: Der Traum der Vernunft (Leocadia) – Regie: Hanns Anselm Perten (Volkstheater Rostock)
- 1973: Peter Weiss: Hölderlin (Susette Gontard) – Regie: Hanns Anselm Perten (Volkstheater Rostock)
- 1974: Tennessee Williams: Süßer Vogel Jugend (Alexandra Del Lago) – Regie: Hanns Anselm Perten (Volkstheater Rostock)
- 1975: Rolf Hochhuth: Lysistrate und die NATO (Lysistrate) – Regie: Hanns Anselm Perten (Volkstheater Rostock)
- 1975: Ernst Schumacher: Einstein (Kopfgießer) – Regie: Hanns Anselm Perten (Volkstheater Rostock)
- 1975: Claus Hammel: Rom oder Die zweite Erschaffung der Welt (Viktoria Rehmer)  – Regie: Hanns Anselm Perten (Volkstheater Rostock)
- 1976: Edward Albee: Wer hat Angst vor Virginia Woolf? (Martha) – Regie: Hanns Anselm Perten (Volkstheater Rostock)
- 1977: Claus Hammel: Das gelbe Fenster, der gelbe Stein (Frau von Braak) – Regie: Hanns Anselm Perten (Volkstheater Rostock)
- 1978: Alexei Arbusow: Altmodische Komödie (Sie) – Regie: Hanns Anselm Perten (Volkstheater Rostock)
- 1979: Francis Durbridge: Der elegante Dreh (Patricia Harrison) – Regie: Hanns Anselm Perten (Volkstheater Rostock)
- 1980: Anne Habeck-Adameck: Ein Augenblick ist mein gewesen (Olga Knipper) – Regie: Hanns Anselm Perten (Volkstheater Rostock)
- 1980: Eugene O’Neill: Trauer muss Elektra tragen – Regie: Hanns Anselm Perten (Volkstheater Rostock)
- 1981: Rolf Hochhuth: Ärztinnen (Großmutter) – Regie: Hanns Anselm Perten (Volkstheater Rostock)
- 1982: Jean Giraudoux: Die Irre von Chaillot (Titelfigur) – Regie: Hanns Anselm Perten (Volkstheater Rostock)
- 1983: Barbara Noack: Kann ich noch ein bißchen bleiben? (Marie) – Regie: Hanns Anselm Perten (Volkstheater Rostock – Kleines Haus)

## Hörspiele

### Sprecherin
- 1965: Kurt Tucholsky: Schloß Gripsholm (Billie) – Regie: Hanns Anselm Perten (Hörspiel – LITERA)
- 1965: Peter Weiss: Marat-Drama (Charlotte Corday) – Regie: Hanns Anselm Perten (Theaterhörspiel – Rundfunk der DDR)
- 1968: Peter Weiss: Vietnam-Diskurs – Regie: Hanns Anselm Perten (Hörspiel – LITERA)
- 1969: Brüder Grimm: Die Sterntaler (Erzählerin) – Regie: Werner Schurbaum (Kinderhörspiel – LITERA)

### Regisseurin
- 1967: Dänisches Volksmärchen: Die Koralle (Kinderhörspiel – Litera)
- 1967: Finnisches Volksmärchen: Knut Spelevink (Kinderhörspiel – Litera)
- 1968: Harriet Beecher Stowe: Onkel Toms Hütte (Kinderhörspiel – Litera)
- 1973: Norwegisches Volksmärchen: Der kleine Frikk (Kinderhörspiel – Litera)
- 1973: Schwedisches Volksmärchen: Der verzauberte Hund (Kinderhörspiel – Litera)

## Auszeichnungen
- 1976: Kunstpreis der DDR
- 1979: Goldener Lorbeer des Fernsehens der DDR
- 1980: Kulturpreis des Bezirkes Rostock